# Quercus toumeyi
Quercus toumeyi es una especie arbórea de la familia de las fagáceas. Está clasificada en la Sección Quercus, que son los robles blancos de Europa, Asia y América del Norte. Tienen los estilos cortos; las bellotas maduran en 6 meses y tienen un sabor dulce y ligeramente amargo, el interior de la bellota tiene pelo. Las hojas carecen de una mayoría de cerdas en sus lóbulos, que suelen ser redondeados. 

## Distribución
Quercus toumeyi se distribuye por los Estados Unidos y México.

## Taxonomía
Quercus toumeyi fue descrita por Charles Sprague Sargent y publicado en Garden & Forest 8: 92, f. 13, 14. 1895.
Etimología
Quercus: nombre genérico del latín que designaba igualmente al roble y a la encina.
toumeyi: epíteto otorgado en honor del botánico estadounidense James William Toumey.
Sinonimia
- Quercus chuhuichupensis C.H.Mull.
- Quercus hartmanii Trel.[2][3]